# Непоседа Зу
«Непоседа Зу» (фр. Zou) — анимационный детский телесериал, созданный по мотивам книг французского писателя Мишеля Гея (Michel Gay). Спродюсирован французской компанией Cyber Group Studios для Disney EMEA. Премьера состоялась в мае 2012 года в Великобритании и Ирландии на канале Disney Junior.

## Синопсис
Мультсериал «Непоседа Зу» рассказывает о повседневной жизни и приключениях антропоморфного жеребёнка зебры Зу (Zou), его напарника попугая Пока (Poc), а также его семьи и друзей. Большинство эпизодов содержат в названиях имя Зу, а их действия происходят доме Зу или на его заднем дворе. Зу живёт с матерью, отцом, бабушкой и дедушкой, а также прабабушкой. В каждом эпизоде есть какая-то простая проблема или вопрос, с которым Зу должен справиться, обычно с помощью своей семьи и друзей.

## Персонажи
- Зу (Zou) — 5-летний весёлый жеребёнок зебры, одетый в белую футболку под жёлтым комбинезоном, протагонист мультсериала. Проявляет интерес ко многим карьерным путям. Его ближайшая соседка — Эльзи. Основной сюжет сериала заключается в том, что Зу бросает школу в начале эпизода. Затем он упоминает об интересе к определённой карьере, но соседка Эльзи возражает ему, говоря: «Я думала, ты хочешь стать…» (англ. I thought you wanted to be a…). Зу отвечает: «Это было на прошлой неделе, теперь я хочу стать…» (англ. That was last week, now I want to be a…). В американской версии его озвучивает Каннон Гоуэн (Kannon Gowen)[11][12][13][12].
- Пок (Poc) — калита, лучший друг и помощник Зу. Неизвестно, считается ли Пок домашним питомцем или «человеком», так как в характере Пока проявляется несколько признаков антропоморизма, и всё же Пок не может говорить, он только щебечет. Возможно, концепция «людей» в сериале зарезервирована только для зебр. Пок живёт в спальне Зу внутри чего-то похожего на часы с кукушкой.
- Эльзи (Elzee) — зебра-кобылка, ближайшая соседка Зу. В том же возрасте, что и Зу, Эльзи обычно одета в длинное фиолетовое платье. Её уши кажутся довольно большими, по сравнению с другими персонажами, и даже делают её немного выше Зу. Она гораздо разумнее Зу и часто противоречит его возмутительным идеям, но всё же присоединяется к нему. Возможно, она питает романтическое влечение к Зу, часто ведёт себя застенчиво или смущается от стыда, когда он делает ей комплименты. Она немного больше сорванец, чем Зинния, и, возможно, любит футбол, часто принимая участие в экстравагантных мероприятиях Зу. В британской версии её озвучивают Ройзин Гэдд (1 и 2 сезоны) и Мэйси Джек (3 сезон), а в американской — Черами Ли.
- Зинния (Zinnia) — двоюродная сестра Эльзи. Она — подающая надежды балерина, которая иногда склонна быть высокомерной и зацикленной. Никогда не появляется без танцевальной одежды и, в отличие от Эльзи, более женственна. Возможно, она является неофициальной антагонисткой сериала. Зу, возможно, не очень любит её и часто находит отговорки, чтобы избежать необходимости играть с ней. Тем не менее, Зинния часто пытается вовлечь Цзо в девичьи развлечения, такие как игра в принцесс или игра с куклами/мягкими игрушками, по-видимому, не подозревая, что у него нет абсолютно никакого интереса к таким вещам. Несмотря на то, что Зинния — сноб, иногда показывается, что она заботится о Зу.
- Зак (Zak) — энергичный и пухлый жеребёнок зебры, ещё один друг Зу. Он немного младше Зу и Эльзи и обычно одет в красную футболку с лаймово-зелёной буквой «J» на ней, а также шорты цвета хаки. Его отец — мистер Зоуи. Мать Зака не упоминается.
- Папа (Papa) — отец Зу.
- Мама (Maman) — мать Зу, которая часто называет его полным именем «Бизу» (Bizou). Работает в местной больнице.
- Бабушка (Mamie) — бабушка Зу по отцовской линии. Её часто можно встретить за выпечкой тортов и других кондитерских изделий.
- Дедушка (Papi) — дедушка Зу по отцовской линии. Обычно он что-то строит в гараже.
- Нана (Nanou) — прабабушка Зу. Часто одаривает своего правнука большими, небрежными поцелуями в щеку. Она талантливо играет на фортепиано, может сыграть заглавную песню сериала (среди других песен), а также поёт. Согласно официальному сайту, она слегка глухая.
- Дядя Завьер (Oncle Zavier) — отец Зиннии, богатый бизнесмен, владеющий самым большим домом в округе.
- Тётя Зельда (Tante Zelda) — мать Зиннии, управляет семейным элитным бутиком вместе с дядей Завьером.
- Мистер Зоуи (Mr. Zoey) — местный лавочник/почтальон, отец Зака. Он дружелюбный и отзывчивый.
- Миссис Бренда Золли (Mrs. Brenda Zolli) — охранник школьного перехода.

## Трансляция
Мультсериал «Непоседа Зу» транслируется на каналах Disney Junior в Австралии, Новой Зеландии, Великобритании, Ирландии, Португалии и Латинской Америке, а также на канале Super RTL. Во Франции премьера мультсериала состоялась 22 декабря 2012 года на телеканале France 5, а в США — 2 сентября 2013 года на канале Universal Kids (ранее — PBS Kids Sprout). До 2016 года сериал транслировался на канале NBC Kids в комплекте с дубляжом на американский английский язык. Американский дубляж был доступен в США на Hulu Plus до 10 декабря 2019 года.
Эпизоды, продолжительностью 11 минут каждый, как правило, транслируются по два за раз, второй сразу после первого, за исключением некоторых каналов, таких как PBS Kids Sprout, NIKI Junior в Украине и Clan в Испании, где эпизоды демонстрируются по отдельности. В Уэльсе сериал транслируется на валлийском языке под названием Stiw на канале S4C, а в Ирландии — на канале TG4.

## Международные версии
- На британском английском языке[16]:
  - Zou
    - Disney Junior (Великобритания и Ирландия) (ранее)
    - Disney Junior (Австралия и Новая Зеландия) (ранее)
    - Disney Junior (Юго-Восточная Азия) (ранее)
    - Disney Junior (Европа, Ближний Восток и Африка)
    - Sensical Kidoodle.TV
    - MBC (Маврикий) (ранее)[17]
- На американском английском языке:
  - Zou
    - PBS Kids Sprout (ранее)
    - NBC (ранее)
- На немецком языке:
  - Zeo
    - Super RTL (ранее)
    - TOGGO Plus (ранее)
    - Disney Junior (ранее)
    - Disney Channel (ранее)
- На русском языке:
  - Непоседа Зу[18]
    - Карусель[19]
    - О![20]
- На украинском языке:
  - Малятко Зу
    - Niki Junior